# Koruna (Adlergebirge)
Der Koruna (deutsch Kreiselberg) ist mit einer Höhe von 1101 m n.m. der zweithöchste Berg im Adlergebirge (Orlické hory), eines Teils der Mittelsudeten. Der Kreiselberg befindet sich 3 km südöstlich der Velká Deštná  (Deschneyer Großkoppe ) und 5 km vom Dorf Deštné v Orlických horách (Deschney) entfernt.
Trotz seiner Höhe und Lage gehört der Koruna zu den weniger besuchten Bergen, unter anderem weil er sich auf keinem ausgeschilderten Wanderweg befindet. Der Fernwanderweg Jirásek, der die meisten Gipfel des Adlergebirges überquert, umgeht den Gipfel des Kreiselbergs nördlich.
An den östlichen Hängen des Berges gibt es eine Reihe von Bunkern des Tschechoslowakischen Walls von 1936–38 gegen die ehemalige deutsche Grenze zum Glatzer Land. Nahe dem Gipfel des vorgelagerten Steingipfels (vapeny vrch), oberhalb des Weilers Rassdorf (Kamenec) befindet sich die Felsformation Sphinx (Sfinga).

## Aufstieg
Von der Kreuzung Geiersgraben (Pod Homolí) unterhalb des Schnittberg (Homole) führt ein Weg von Südosten auf den Gipfel des Kreiselbergs, der nach 2 km über das Hochplateau führt. Der Gipfel ist abgeholzt und bietet gute Aussicht. Der Wanderweg zur benachbarten Deschneyer Großkoppe führt über den Lotzen-Bergs (Jelenka), an dessen Hängen sich die Quelle der Zdobnice (Stiebnitz) befindet.